# Viksjärvi
Viksjärvi eller Viksijärvi är en sjö i Finland. Den ligger i kommunen Salla i landskapet Lappland, i den nordöstra delen av landet, 700 km norr om huvudstaden Helsingfors. Viksjärvi ligger 228,1 meter över havet. Arean är 28,2 hektar och strandlinjen är 3,82 kilometer lång. Sjön  ingår i Koundaälvens huvudavrinningsområde. 
I övrigt finns följande vid Viksjärvi:
- Ylipäänsaari (en ö)